# Bill Evans (Pianist)

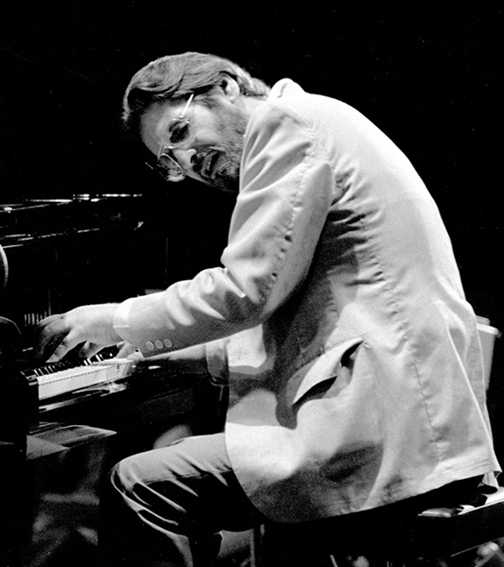
Bill Evans (1978)

William John „Bill“ Evans (* 16. August 1929 in Plainfield, New Jersey; † 15. September 1980 in New York) war ein US-amerikanischer Jazzpianist, Komponist und Bandleader.
Bill Evans gilt als einer der einflussreichsten Pianisten des Modern Jazz und stilbildend für eine ganze Generation von Musikern, zu denen Herbie Hancock, Keith Jarrett, Chick Corea und Brad Mehldau gehören. Stark geprägt von Vorbildern wie Lennie Tristano sowie vom Impressionismus Claude Debussys und Maurice Ravels brachte Evans eine introvertierte und lyrische Sensibilität in den Jazz.
In seinen Klaviertrios machte er Bass und Schlagzeug von Begleitern zu gleichberechtigten Partnern. Neben seinem ersten Trio (1958–1961) mit Scott LaFaro und Paul Motian wird vor allem seine letzte Formation (1978–1980) mit Marc Johnson und Joe LaBarbera als Höhepunkt dieses Zusammenspiels gesehen.

## Leben

### 1929–1950: Frühe Jahre
William „Bill“ Evans wuchs in einer Familie des weißen Mittelstands auf. Sein Vater Harry L. Evans hatte Vorfahren aus Wales und betrieb einen Golfplatz. Seine Mutter Mary Saroka Evans entstammte einer (ruthenischen) Bergarbeiterfamilie, die nach Pittsburgh eingewandert war. Sie führte als Amateurpianistin ihre beiden Söhne, den älteren Harry und den jüngeren William, an das Klavier heran. Die Familie besaß ein Instrument, an dem die Söhne abwechselnd übten. Mit zwölf hatte Bill Evans sein erstes Engagement, als er für seinen älteren Bruder in der Band von Buddy Valentino einsprang. In dieser Band spielte gelegentlich auch der junge Don Elliott, der Evans später in seine Band holte. Im Alter von 13 Jahren begann Evans zusätzlich Flöte und Violine zu lernen.

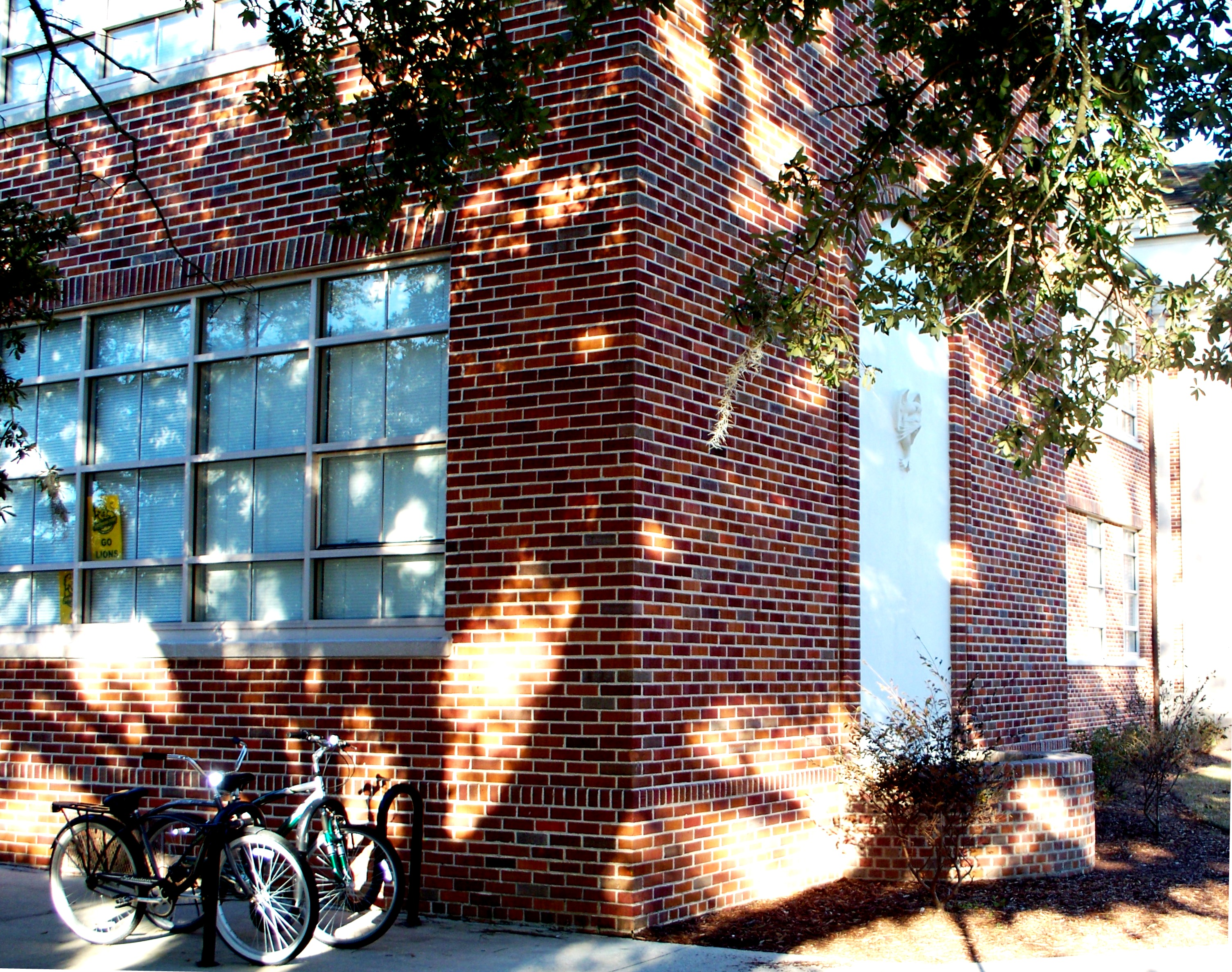
Lucius McGehee Hall auf dem Campus der Southeastern Louisiana University (2010)

Ab dem Herbst 1946 besuchten Bill und Harry Evans das Southeastern Louisiana College in Hammond (Louisiana), das die Eltern wegen des guten Lehrprogramms für Musikstudenten ausgewählt hatten. Dort begann Evans, sich für afroamerikanische Musik zu interessieren. Später betrachtete Bill Evans diesen Abschnitt als einen der erfreulichsten in seinem Leben:

„Ich war damals ganz auf mich allein gestellt, und Louisiana machte wirklich Eindruck. Vielleicht war es die gelassene Art, wie die Leute dort lebten – die Dinge bewegten sich sehr gemächlich. Das übertrug sich schließlich auch auf mich. Es gab einen gewissen freizügigen Lebensstil, ganz anders als der im Norden. Das Verhältnis zwischen Schwarzen und Weißen war freundlich, oft gar vertraulich.“

Evans absolvierte am Southeastern Louisiana College ein klassisches Musikstudium, das er 1950 mit dem Bachelor in Klavier und Musikpädagogik abschloss. Am College lernte Evans Mundell Lowe kennen, der ihn mit 18 Jahren für sein Trio mit Red Mitchell engagierte. Ende der 1940er Jahre spielte er Boogie-Woogie-Piano in New Yorker Clubs.
Im College hörte er erstmals die Schallplatten des Saxophonisten Lee Konitz und der „Lennie-Tristano-Schule“: „Zum ersten Male erlebte ich, dass ich Jazz hörte, der nicht durch Osmose erlernt war, sondern den Versuch unternahm, etwas [Neues] zu schaffen“.
Eine Schlüsselrolle bei seinen Kompositionsstudien und seiner kompositorischen Entwicklung spielte die Musikprofessorin Gretchen Magee; damals entstandene Stücke, wie Peace Piece und Waltz for Debby, sind „auf die Unterrichtsmethoden Magees zurückzuführen. Sie brachte Evans damals theoretische Grundkenntnisse und fortgeschrittene Kompositionslehre bei“. Ein Brief, den Bill Evans später an Gretchen Magee sandte, verdeutlicht ihren Stellenwert für die Entwicklung des Pianisten. Darin heißt es: „Stets habe ich Ihre Lehrtätigkeit als jene seltene und erstaunliche Kombination bewundert, die außergewöhnliches Wissen mit der Fähigkeit verband, diese Kenntnisse im Inneren eines Studenten zum Leben zu erwecken. Ich bin sicher, dass gerade Sie am College meine größte Inspiration waren, und die Saat der Einsichten, die Sie gesät haben, hat in der Praxis schon viele Male Früchte getragen.“

### 1950–1955: Der Beginn der Karriere
Im Sommer 1950 trennten sich die Wege der beiden Brüder Evans. Während Harry die Laufbahn eines Musikpädagogen einschlug und später Lehrer in Baton Rouge wurde, beendete Bill sein Querflötenstudium. Danach schloss er sich der Tanzband von Herbie Fields an, bevor er seinen Militärdienst ableistete, indem er bei der 5. Army Band in Fort Sheridan Flöte spielte. Außerhalb seiner Dienstzeit besuchte er die Jazzclubs im nahen Chicago; 1951 spielte er schon bei einem Besuch im New Yorker Café Society mit Tony Scott. Ab 1951 hatte er in Chicago und New York Gelegenheit, sich mit den damals neuesten Strömungen des Modern Jazz vertraut zu machen; nach den Bebop-Jahren beherrschten Pianisten wie Lennie Tristano, Horace Silver, Dave Brubeck u. a. die Szene. Prägend für ihn waren auch die großen Pianisten der Swingära wie Teddy Wilson, Earl Hines, Art Tatum oder Nat Cole. Evans erinnerte sich später:

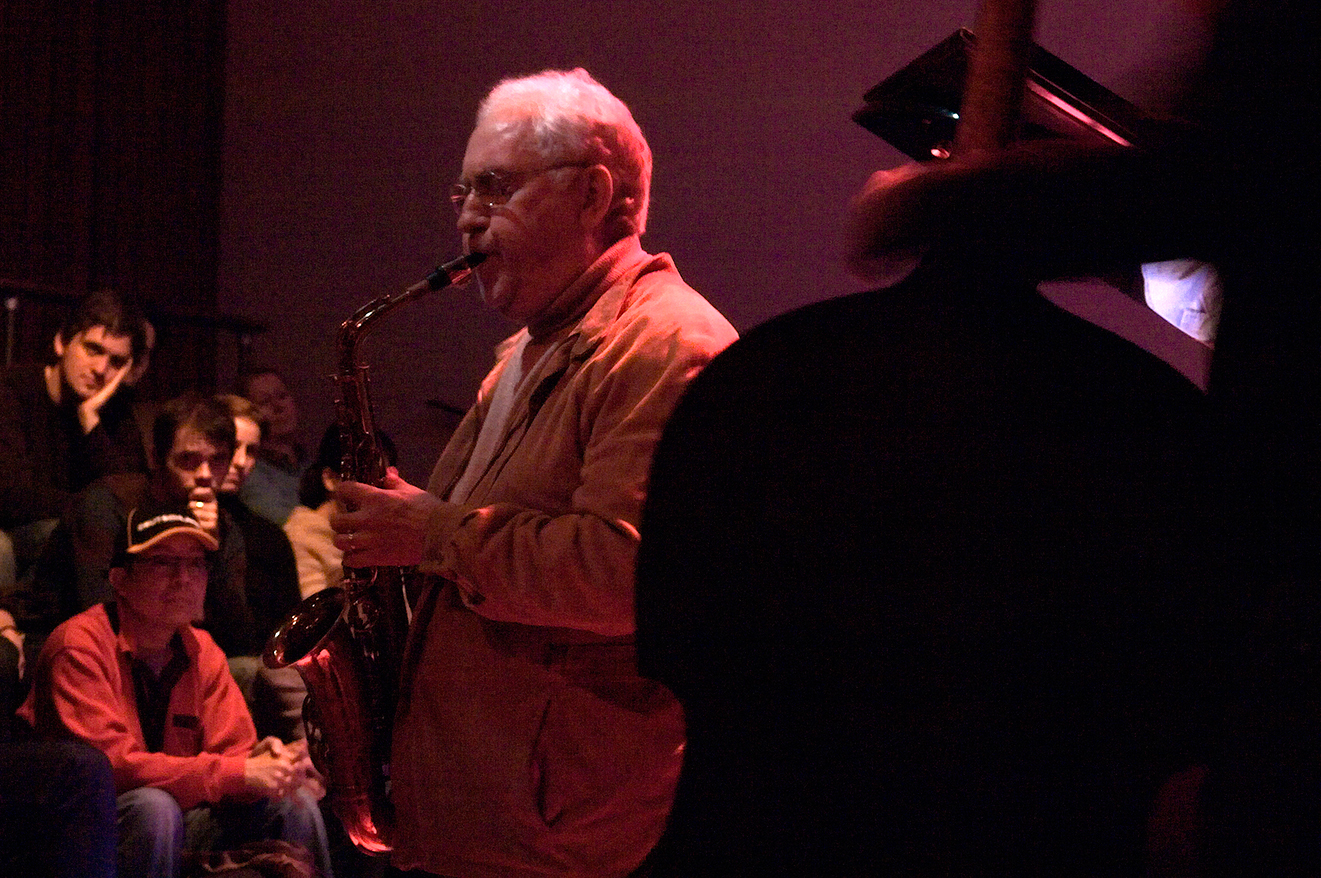
Lee Konitz (2007)

„Die ganz frühen Aufnahmen Lennie Tristanos haben mich enorm beeindruckt – Stücke wie Tautology Marshmellows und Fishin’ Around. Ich merkte, wie die Musiker seiner Gruppe ihre Improvisationen im Rahmen einer Struktur aufbauten, die ganz anders war als alles, was ich bis dahin gehört hatte. Ich glaube, ich war noch mehr beeindruckt von Lee Konitz und Warne Marsh als von Lennie selber; es war die Art, wie sie die Dinge zusammenbrachten.“

Nach seiner Entlassung aus der Armee beschloss er daher, nach New York überzusiedeln. Zunächst kehrte er aber von Chicago in sein Elternhaus nach New Jersey zurück, um dort seine Klaviertechnik zu verbessern. 1954 arbeitete er mit Jerry Wald, mit dessen Orchester erste Aufnahmen entstanden, die, wie Mad About the Boy oder Porters I Love Paris, als Populäre Musik bezeichnet werden können.
1955 zog er schließlich nach New York, um seine Profikarriere in Angriff zu nehmen. Er bezog eine Wohnung in einem Mietshaus in der 106. Straße und verdiente sein Geld durch Auftritte bei Gesellschaften und Partys. Zu einem Lehrmeister für seine weitere Entwicklung wurde der Bassist George Platt, den er in der Buddy-Valentino-Band kennenlernte. Er begann, nebenbei Theorie am Mannes College of Music zu studieren, arbeitete als Begleiter der Sängerin Lucy Reed und hatte erste Auftritte als Solopianist im Village Vanguard als „Lückenfüller“ für die Stars. Ferner machte er Aufnahmen mit Dick Garcia, Tony Scott und George Russell. Er war auch an der Uraufführung von Russells Suite All about Rosie beteiligt und spielte 1956 in dessen Jazz Workshop.

### 1956–1958: Erste Aufnahmen
Sein erstes Trio-Album New Jazz Conceptions erschien 1956 bei Riverside Records – auf Betreiben des Gitarristen Mundell Lowe, der dem Produzenten Orrin Keepnews Aufnahmen von Evans über Telefon vorspielte. Das Debütalbum enthielt neben Standards wie Porters I Love You, Leo Robins Easy Living und Bebop-Stücken von George Shearing und Tadd Dameron („Our Delight“) auch Eigenkompositionen, wie eine frühe Version seines Waltz for Debby. Die LP hatte jedoch nur einen geringen Einfluss auf die Jazzgemeinde; Keepnews meinte später, im ersten Jahr nur 800 Exemplare abgesetzt zu haben.
In den nächsten anderthalb Jahren wirkte er an insgesamt 15 Aufnahmesessions mit; er spielte mit Don Elliott, Eddie Costa, Joe Puma und Sahib Shihab, Charles Mingus, Jimmy Knepper, Hal McKusick, Oliver Nelson und Art Farmer. 1957 engagierte Gunther Schuller den Pianisten für sein Third-Stream-Projekt, das an der Brandeis University aufgeführte Modern Jazz Concert. Über Evans’ Solo in George Russells All about Rosie urteilte seinerzeit der Down Beat:

„Pianist Evans steuert ein bemerkenswertes Solo bei, ungeheuer lebendig und geprägt von einem steten und akzentreichen Rhythmus. Sicher besser als alle anderen Soli dieses Stücks. Ein Beitrag, der ihn zu einem der bedeutendsten Pianisten der heutigen Szene machen dürfte.“

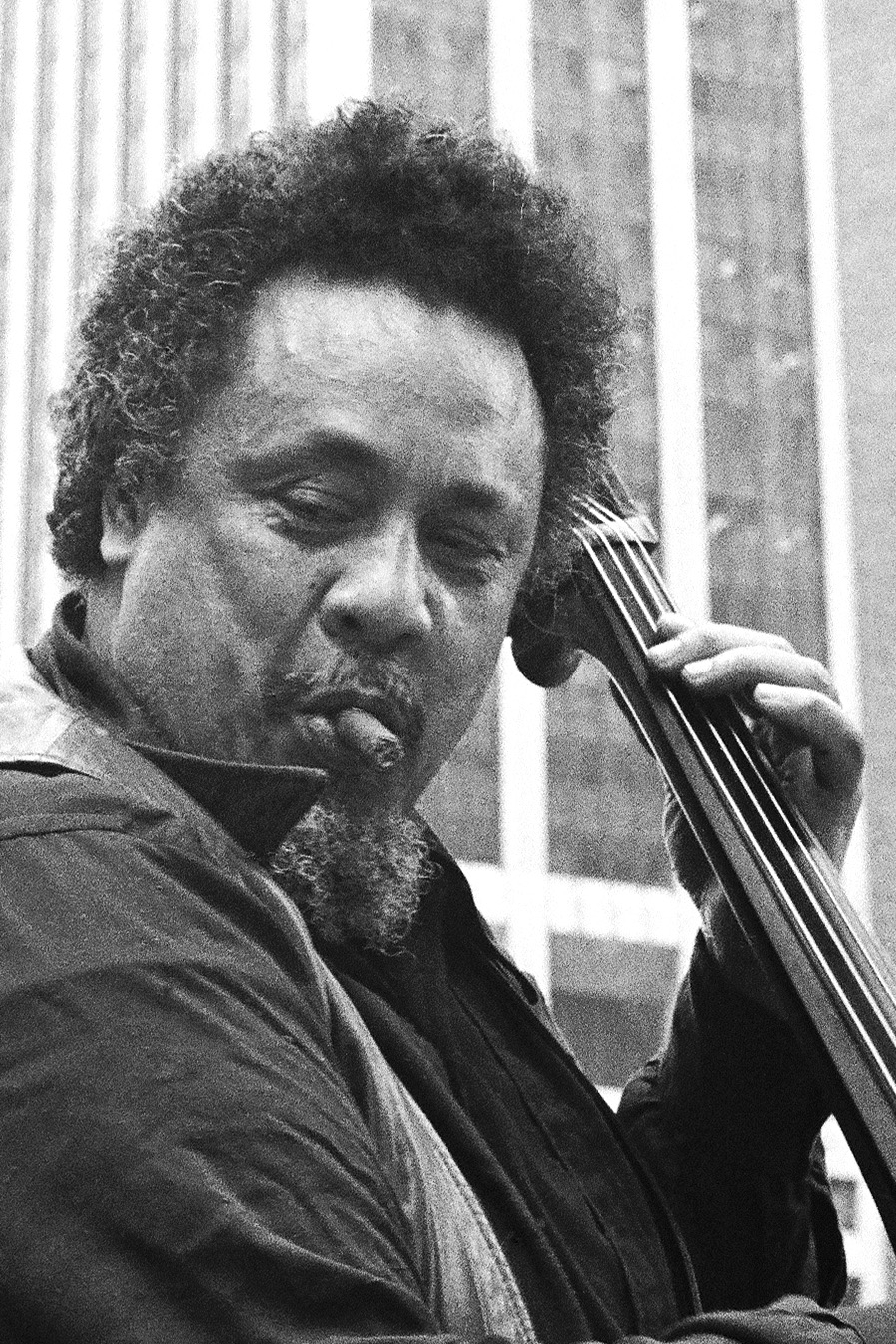
Charles Mingus (1976)

Mingus erinnerte sich im August 1957 an den Pianisten des Schuller-Projektes und schickte ihm ein Telegramm, um ihn zu einer Aufnahmesession am nächsten Tag einzuladen. Das mit dieser Session entstandene Album East Coasting wurde ein Jahr nach seinem Debütalbum veröffentlicht. Im Februar 1958 arbeitete Evans erstmals mit Miles Davis zusammen, mit dem er acht Monate auf Tour ging und den er durch seinen Improvisationsstil stark beeinflusste. 1958 erregte er mit seinem Album Everybody Digs Bill Evans mit den Trio-Partnern Philly Joe Jones und Sam Jones Aufsehen (Down Beats New Star Award). Weitere Mitmusiker waren damals gelegentlich Gerry Mulligan, Nat Adderley und Oscar Pettiford.
In der zweiten Hälfte der 1950er Jahre arbeitete er außerdem als Sideman mit Hal McKusick, Joe Puma, Helen Merrill, Jimmy Knepper, Sahib Shihab, Idrees Sulieman/Pepper Adams (1957), Eddie Costa, Cannonball Adderley, Art Farmer (1958), Bob Brookmeyer, Lee Konitz/Jimmy Giuffre (1959), J. J. Johnson/Kai Winding (1960). In den Liner Notes des Albums The Great Kay & J.J. (impulse!), für das Evans Piano spielte, schreibt Dick Katz über Evans: „Er ist einer der wenigen Pianisten seit Art Tatum, die es erfolgreich schaffen, Elemente, die üblicherweise mit europäischer Musik assoziiert werden, in einen gänzlich eigenen und natürlichen Stil zu integrieren.“

### 1958/59: Die Zusammenarbeit mit Miles Davis
siehe Hauptartikel: Kind of Blue
Miles Davis hatte den Pianisten in der Formation von George Russell erlebt und war von ihm sehr beeindruckt. „Sein Anschlag, sein harmonisches Gefühl und die Lyrik seines Spiels war schon vielen Musikern aufgefallen. Außerdem interessierten ihn die Erweiterungen des harmonischen Horizonts, mit denen sich Miles und Russell beschäftigten; er selbst war auf diesem Gebiet ebenfalls aktiv“. Nachdem er ihn engagiert hatte, schwärmte er:

„Boy, ich lerne eine ganze Menge von Bill Evans. Er spielt das Klavier so, wie man es spielen soll. Er spielt alle Arten von Skalen, er spielt im 5/4 Takt und kann alle möglichen phantastischen Dinge. Es ist so ein Riesenunterschied zwischen ihm und Red Garland (…). Red trägt den Rhythmus, aber Bill unterspielt ihn, und das gefällt mir besser.“

Als Pianist im frühen Miles-Davis-Sextett wurde Evans erstmals einer größeren Öffentlichkeit bekannt. Dieser holte den Pianisten zunächst für eine Tournee in seine Band, in der John Coltrane, Paul Chambers und Philly Joe Jones spielten. Er war zu dieser Zeit der einzige weiße Musiker, den Davis in seine Band aufnahm, und bekam bei Konzerten gelegentlich die Verachtung seiner schwarzen Mitmusiker zu spüren, die Miles vorwarfen, einen weißen Musiker zu beschäftigen. Der Davis-Biograph Eric Nisenson beschrieb, wie der Bandleader „Bill Evans, einen scheuen und in sich gekehrten Mann, aus seiner Reserve zu locken“ versuchte. „Wenn die Musiker zusammensaßen und über etwas diskutierten und Bill auch seine Meinung hören ließ, sah ihn Miles oft verächtlich an, sagte trocken: „Wir brauchen deine weiße Meinung nicht“ und kicherte heiser. Die ersten Male war Evans bestürzt, aber nach einer Weile begann er zu verstehen, dass dies einfach Miles’ beißender Sinn für Humor war. Dadurch, dass er darüber witzelte, wollte er erreichen, dass Bill sich als einziges weißes Mitglied einer schwarzen Band relaxed fühlte.“

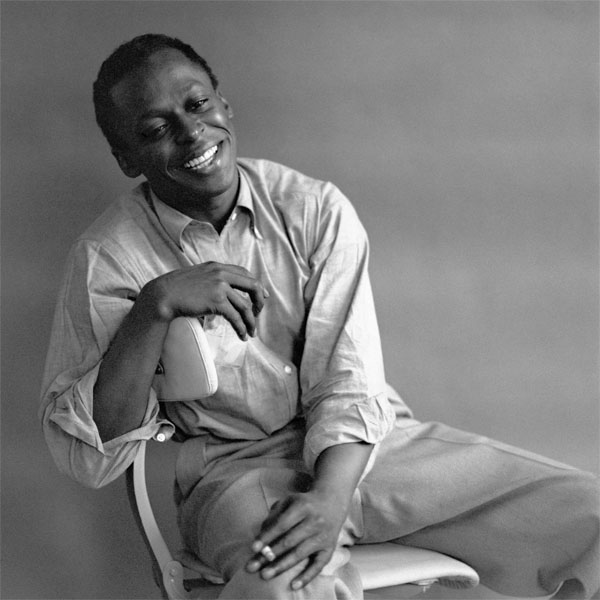
Miles Davis (1955)

Mitte Mai 1958 trat die Band im Cafe Bohemia auf; eine Woche später wirkte Evans an Plattenaufnahmen für Columbia Records mit, für die Davis das Ensemble um Cannonball Adderley zum Sextett erweiterte. Dabei entstand u. a. eine 12-minütige Fassung des Standards Love for Sale, „seine wohl beste Arbeit im Rahmen dieser Aufnahmen. Er geht das Thema in seinem Solo zwar vorsichtig an, skizziert oft nur in Fragmenten, spielt aber äußerst zwingend und eindrucksvoll“. Weitere Titel dieser Mai-Session sind On Green Dolphin Street, Fran-Dance und Stella by Starlight, die von einem „Übergangscharakter“ zum Modalen Jazz bestimmt sind.
Mit der Miles-Davis-Band trat er im Juni 1958 erstmals auf dem Newport Jazz Festival auf, zwei Monate später auf einer Jazzparty der Columbia im New Yorker Plaza Hotel (Jazz at the Plaza, Vol. 1), bei der eine „atemberaubende“ erste Live-Version von My Funny Valentine mitgeschnitten wurde. „Evans macht hier mit seinem Klavierspiel seine Fähigkeit zu romantischen Klavierimprovisationen im linearen Swing deutlich.“
Wegen seiner weißen Hautfarbe war Bill Evans immer noch umstritten; „so brillant Evans auch spielte, sein Engagement bei Davis verursachte Kontroversen in Jazzkreisen.“ Nisenson geht in seiner Miles-Davis-Biographie der Frage nach dem Verhältnis der schwarzen Musiker in seiner Band (und von außerhalb) zu dem weißen Pianisten Bill Evans nach. Viele schwarze Musiker lehnten es als Reaktion zur allgegenwärtigen Rassendiskriminierung ab, mit weißen Musikern zu spielen. Der Autor erwähnt die Anfeindungen, die Miles Davis erlebte, als er einen weißen Musiker beschäftigte; doch Davis engagierte immer die Musiker, die am besten in sein musikalisches Konzept passten. Im Oktober 1958 stieg Evans aus der Davis-Band aus und flog zur Erholung zu seinen Eltern, die inzwischen in Florida lebten. Nach New York zurückgekehrt, entstand ein weiteres Riverside-Album, Everybody Digs Bill Evans. Im März 1959 setzte er seine Zusammenarbeit mit Miles Davis fort. Über die Vorbereitung sagte Evans später in einem Interview:

„Miles bat mich damals vor der Produktion in sein Apartment. Er wollte eigentlich meine Komposition Peace Piece aufnehmen, doch ich regte an, gemeinsam nach einer zusammenhängenden Folge von Tonalitäten zu suchen und diese zu einem logischen Kreis zusammenzufügen. Das Ganze ergab dann Flamenco Sketches. Zusätzlich entwarf ich die Melodie und die Akkord-Changes für Blue in Green und schrieb die Grundstrukturen für die anderen auf. Miles dachte, auf diese Weise könnten wir bei der Aufnahme Zeit sparen und die Band würde alles schneller verstehen. Im Studio war Miles dann in der Lage, die gesamte Gruppe mit den wenigen Fragmenten, den spärlichen Tipps und seinen minimalen Hinweisen zusammenzubringen. Wir schafften es, alle Stücke im ersten Anlauf aufzunehmen – so wie sie auf der Platte zu hören sind.“

Auf dem dann entstandenen Album Kind of Blue (1959) ist Evans mit Ausnahme des Stücks Freddie Freeloader, bei dem Wynton Kelly hinzukam, auf allen Stücken zu hören. Bemerkenswert ist hier nicht nur sein völlig eigener, neuer Sound, der wesentlich zum Charakter dieser berühmten Aufnahme beitrug, sondern auch seine Komposition Blue in Green. Miles Davis behauptete später, das Stück geschrieben zu haben, aber zumindest die Akkordfolge und das Arrangement stammen – wie bei den Flamenco Sketches (Peace Piece) – offenbar von Evans.
Bill Evans drückte seine Erfahrungen mit der Miles-Davis-Band so aus:

„Für mich war es nicht nur eine musikalische, sondern auch eine persönliche Erfahrung, die mir sehr viel weiterhalf. Anfangs hatte ich das Gefühl gehabt, dies sei eine Gruppe von Übermenschen. Es änderte meine Perspektive, als ich herausfand, wie menschlich sie sind und auf welch angenehme Art sie mit musikalischen Problemen umgehen. In Miles’ Band wurde nicht viel geredet, sondern die Dinge ‚geschahen‘. Wir probten nie, alles ereignete sich während der Jobs. Bei Plattenaufnahmen bestand oft das Material zur Hälfte, gelegentlich sogar zur Gänze aus völlig neuen Dingen, die wir noch nie gespielt hatten. Wir sprachen es nur durch, probierten vielleicht gewisse Akkorde aus und dann nahmen wir es auf – meistens brauchten wir nur einen Take.“

### 1959–1961: Das Trio mit Scott LaFaro und Paul Motian
Davis half Evans dabei, mit seinem ersten eigenen Trio in der New Yorker Jazzszene Fuß zu fassen und Auftritte zu bekommen. Als Vorgruppe spielte das Trio vor Benny Goodman, der gerade ein fulminantes Comeback feierte. 1959 lehrte Bill Evans an der Lenox School of Jazz und nahm an der Aufnahme von John Lewis’ Filmmusik Odds Against Tomorrow teil.

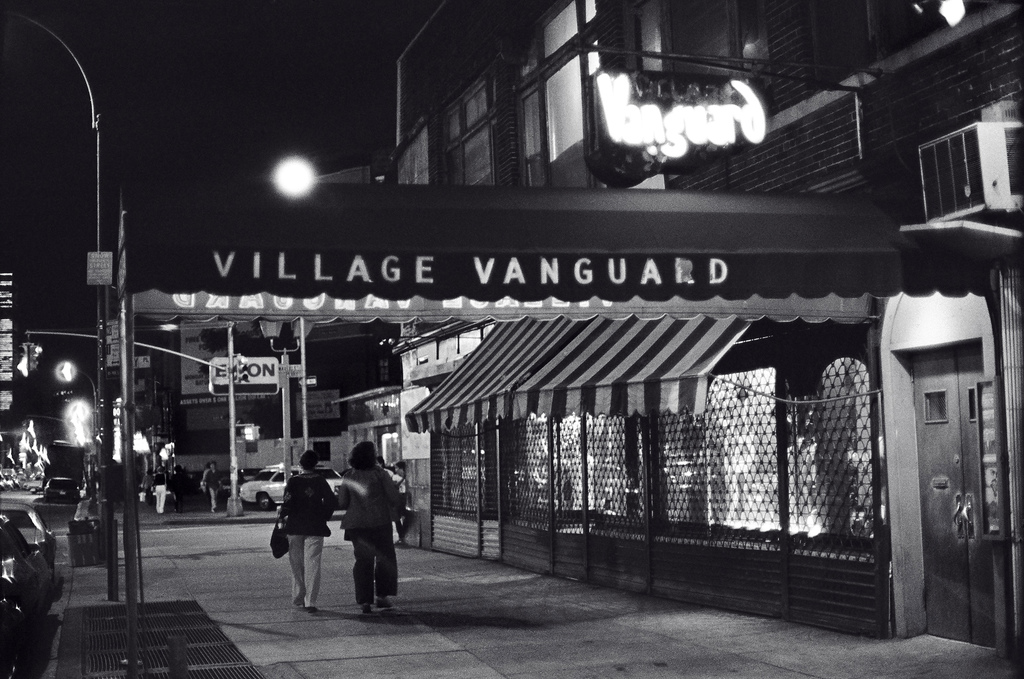
Im Village Vanguard wurden einige von Evans’ wichtigsten Platten aufgenommen (Eingangsbereich des Jazz-Clubs 1976)

Nach dem Erscheinen von Kind of Blue ging Evans davon aus, dass ein Trio für ihn die ideale Besetzung für sein kreatives Schaffen darstellte; „Kreativität, wie er sie verstand, ließ sich so besser realisieren“ als in einer größeren Formation mit Bläsern. Mitte 1959 begab er sich auf die Suche nach den geeigneten Partnern. Sein Trio fand sich 1959 bis 1961 mit dem Schlagzeuger Paul Motian und dem Bassisten Scott LaFaro. Mit diesen nahm Evans Stücke wie Someday My Prince Will Come, Come Rain or Come Shine, Israel, Blue in Green oder Waltz for Debby auf, wobei die letzten beiden Kompositionen von Evans stammten – Waltz for Debby spielte auf seine Nichte an. Sie erschienen auf den Alben Portrait in Jazz und Explorations. In März/April 1960 gastierte das Trio im New Yorker Club Birdland (The Legendary Trio at Birdland 1960 Revisited). Auf dem Höhepunkt seiner Karriere endete die Zusammenarbeit mit dem plötzlichen Tod von LaFaro 1961 bei einem Autounfall – nur zehn Tage nach den Village-Vanguard-Aufnahmen des Trios am 25. Juni 1961. In diese Zeit fällt eine von Evans’ letzten bedeutenden Arbeiten als Sideman: Im Februar 1961 spielte er bei Oliver Nelsons Album The Blues and the Abstract Truth an der Seite von Eric Dolphy, Freddie Hubbard, Paul Chambers und Roy Haynes.

### 1961–1969: Die Zeit bei Verve Records

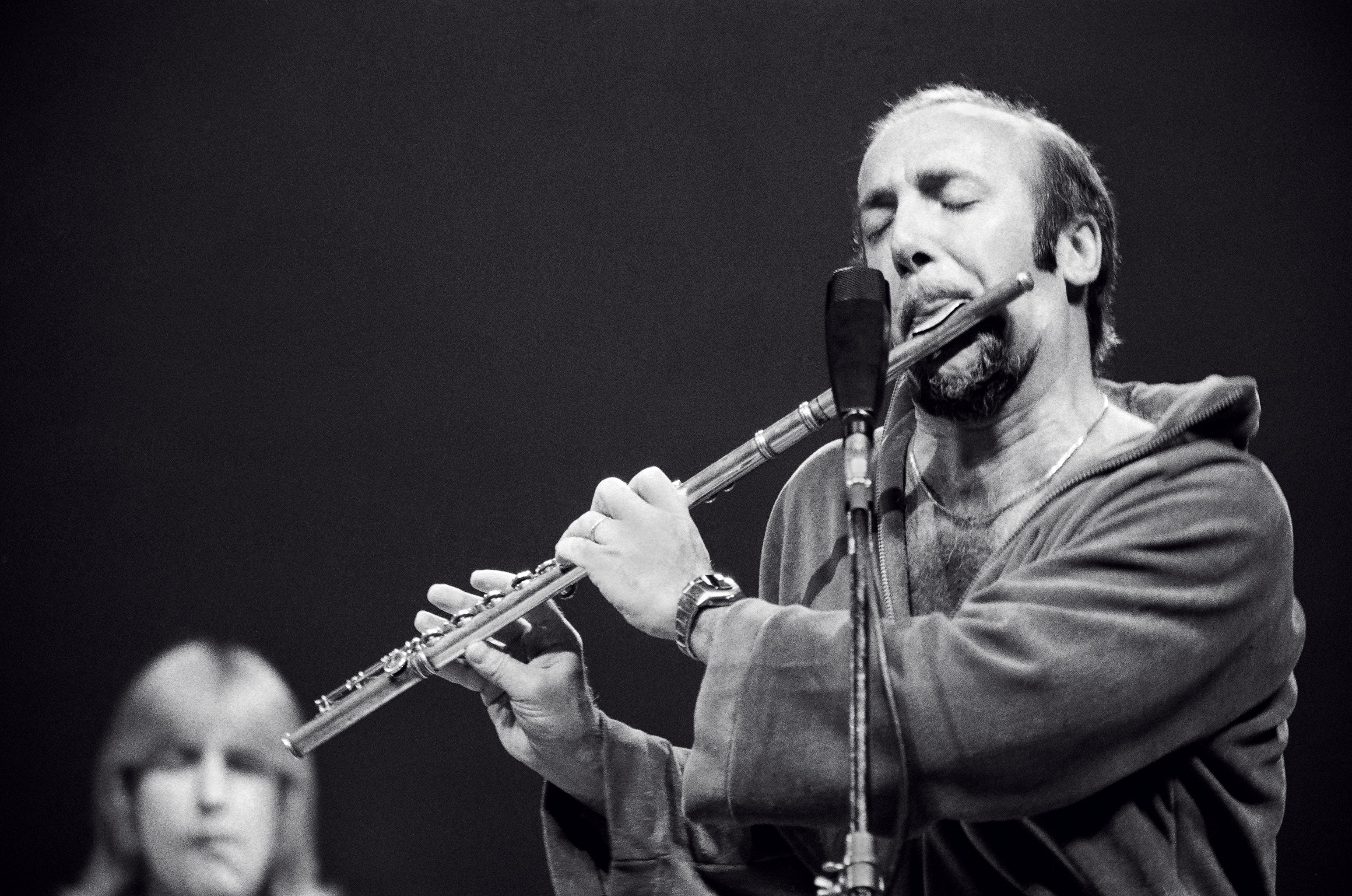
Herbie Mann (1975)

Evans zog sich für den Rest des Jahres zurück und konnte erst im Oktober 1961 von Orrin Keepnews überredet werden, wieder Musik aufzunehmen; er spielte bei zwei Stücken auf einem Album von Mark Murphy mit. Mit seinem neuen Bassisten Chuck Israels entstanden im Dezember Aufnahmen mit Herbie Mann (Nirvana). In den Monaten nach LaFaros Tod hatte Evans seinen Heroinkonsum gesteigert, was seine Rückkehr auf die Jazzszene erschwerte. Nach den Nirvana-Aufnahmen wurde Helen Keane durch die Vermittlung von Gene Lees seine Managerin und fädelte, nachdem das Label Riverside in finanzielle Schwierigkeiten geraten war, den Vertrag mit Verve Records ein.
Im April brachte der United-Artists-Produzent Alan Douglas Bill Evans mit dem Gitarristen Jim Hall zusammen, mit dem er dann im Duo das Album Undercurrent einspielte: „Die subtil ausbalancierte Musik offenbart das außergewöhnliche Zusammenspiel beider Musiker, die ein beispielhaft ineinander verstricktes musikalisches Filigran erarbeiten.“ Hall wirkte im Juli 1963 auch an der ersten Evans-LP mit, bei der der Pianist ein größeres Ensemble um sich scharte, Interplay, mit dem Trompeter Freddie Hubbard. Dann erschienen wieder zwei Alben für Riverside, How My Heart Sings! und das Balladenalbum Moon Beams (mit der Komposition Re: Person I Knew als Anagramm auf Orrin Keepnews), mit seinem neuen Bassisten Chuck Israels. Dieser und auch Motian waren für Evans’ erste Verve-Aufnahmesitzung nicht verfügbar; sie fand daher mit Shelly Manne und Monty Budwig statt (Empathy).
Neben den Trio-Einspielungen verfolgte Creed Taylor für Verve auch andere Pläne: Er veranlasste Evans dazu, sich mit dreifach übereinander gelegten Improvisationen anhand von Overdubs selbst zu begleiten; diese Technik hatte Lennie Tristano davor schon auf Turkish Mambo benutzt. Für Conversations with Myself erhielt er 1964 den ersten von sieben Grammys. Creed Taylor kombinierte ihn auch mit der Musik Gary McFarlands und brachte ihn schließlich mit Claus Ogerman und seinem Orchester zusammen; auf dem Programm standen Film-Hits (The V.I.P.’s Theme), die dem Pianisten jedoch kaum Raum zum Improvisieren ließen. Nach dem Ausscheiden Taylors bei Verve wurden derart kommerzielle Projekte nicht weiter verfolgt.
Neben seinen regulären Trios arbeitete Evans mit Monica Zetterlund (1964) und Jeremy Steig (What’s New, 1969) zusammen. Mit Lee Konitz gastierte er 1965 auf den Berliner Jazztagen und ging mit einem Quartett, in dem neben Konitz auch Niels-Henning Ørsted Pedersen und Alan Dawson spielten, anschließend auf eine Europatournee. Bassist Israels wurde 1966 von Eddie Gomez abgelöst, mit dem er dann elf Jahre zusammenarbeitete (bis zu den Aufnahmen für You Must Believe in Spring 1977), wobei ein Höhepunkt die Live-Aufnahmen vom Montreux Jazz Festival 1968 waren.

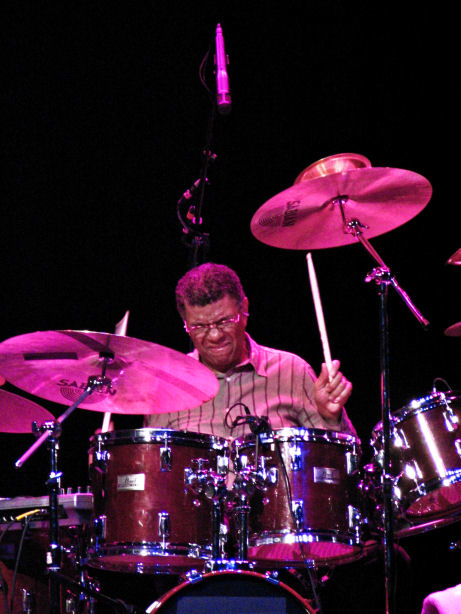
Jack DeJohnette (2006)

In diesem Jahr wirkte Evans auch an einer musikalischen Gedenkfeier zur Ermordung Robert Kennedys mit, bei der er Ogermans Elegia spielte, eine Trioversion von Time Remembered und einen Solovortrag seines In Memory of His Father. In diese Zeit fiel auch die Suche nach einem Schlagzeuger für sein Trio; nach Zwischenspielen von Philly Joe Jones 1962, Shelly Manne 1963 und 1966, Larry Bunker 1964/65, Arnold Wise 1966 und Jack DeJohnette 1968 fand er erst Ende 1968 in Marty Morell den idealen Partner, mit dem er 1970 auf dem Montreux Jazz Festival gastierte.

### 1970–1980: Die letzten Jahre
Aus Wertschätzung für seinen ersten Produzenten Orrin Keepnews begann Evans 1973 – nach zwei Alben für Columbia Records 1971/72 (The Bill Evans Album und Living Time) – seine Zusammenarbeit mit Fantasy Records. Das Jahr 1974 bedeutete für ihn persönliche Veränderungen: Nach dem Tod seiner ersten Frau Ellaine im Jahr 1972 heiratete er Nenette Zazarra, und 1975 wurde sein einziger Sohn Evan geboren, der später als Filmkomponist und Orchestrator in Hollywood-Studios arbeitete. Die Eltern trennten sich wenige Jahre später.
Für ein MPS-Album (Symbiosis) arbeitete er erneut mit Claus Ogerman zusammen. 1975 nahm er ein Album mit dem Sänger Tony Bennett auf, u. a. mit einer Version des Standards My Foolish Heart. In seinen letzten Lebensjahren, in denen er fast drei Viertel der gesamten Zeit auf Tournee war, bildete er mit Joe LaBarbera und Marc Johnson ein Trio, mit dem er u. a. einen letzten Auftritt im Village Vanguard absolvierte.
Zu Beginn einer mehrwöchigen Tour des Trios durch den Nordwesten der USA im Frühjahr 1979 erfuhr Evans vom Suizid seines Bruders Harry. Die Nachricht erschütterte ihn zutiefst, und ein Teil der Konzerte musste abgesagt werden. Marc Johnson erinnerte sich später:

„Diese schicksalhafte Reise markiert […] den Anfang vom Ende. Bills Bereitschaft zu spielen und zu arbeiten nahm nach dem Tod von Harry spürbar ab, ja eigentlich hielt ihn nur die Musik selber aufrecht. Er nahm seine Verpflichtungen wahr, denn er brauchte Geld, aber das waren auch schon die wenigen Momente in seinem Leben, in denen er sich wohl fühlte – die Zeiten dazwischen müssen deprimierend gewesen sein; er zeigte kaum noch sichtbaren Lebenswillen.“

Der Tod des Bruders schuf eine Zäsur im Leben des Pianisten, das geht für den Evans-Biographen Hanns E. Petrik auch aus den Umständen dieses Todesfalles hervor: Harry hatte sich von seiner Lehrertätigkeit beurlauben lassen, „um Bill bei der Bekämpfung seiner Drogenprobleme helfen zu können. Die Enttäuschung über die Aussichtslosigkeit dieses Vorhabens, verbunden mit privaten Schwierigkeiten, hat er dann möglicherweise nicht bewältigen können – zu Hause in Louisiana erschoss er sich.“
Etwa zeitgleich begann Evans eine Beziehung zu der erst 22-jährigen Laurie Verchomin.

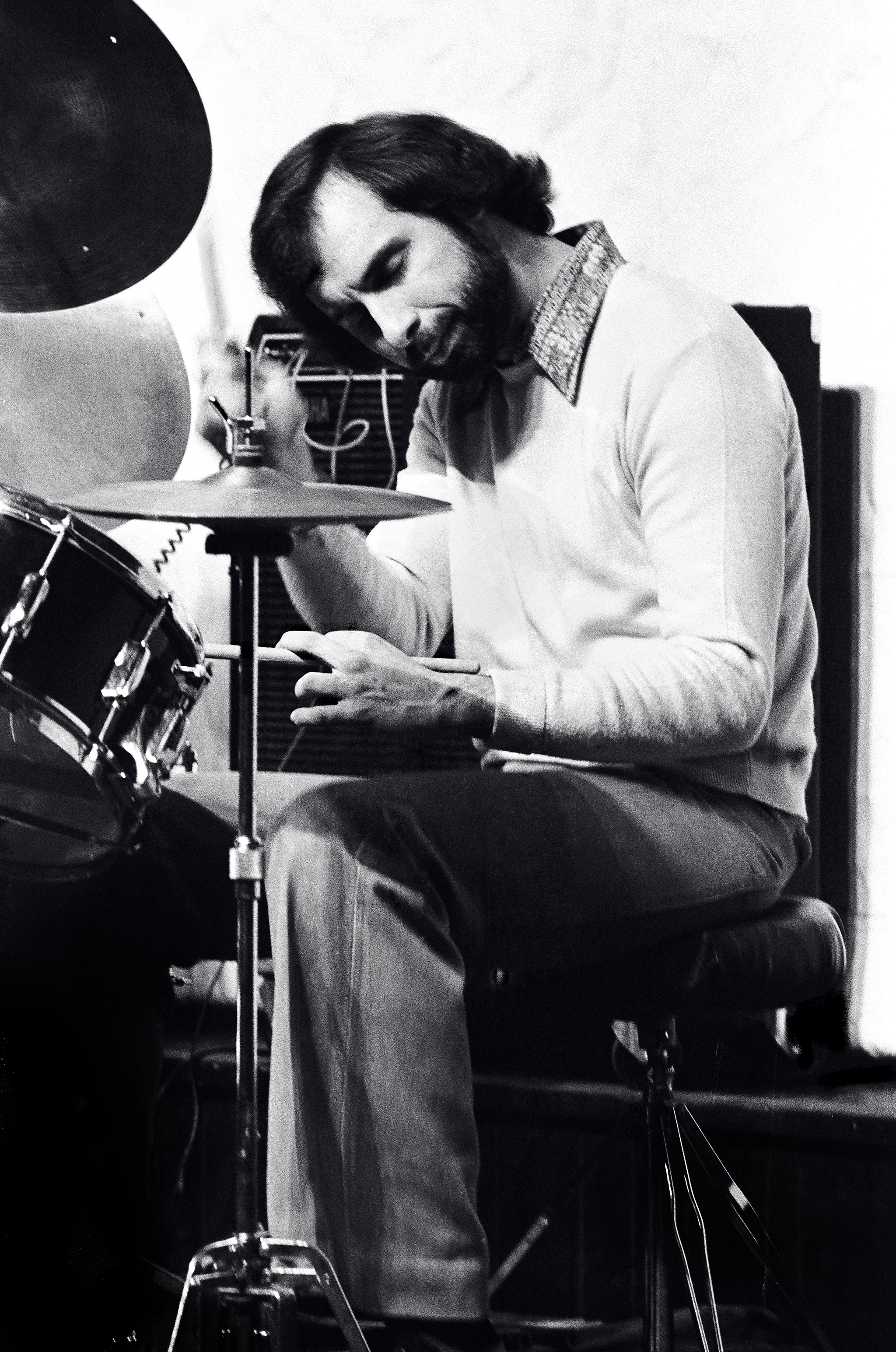
Joe LaBarbera (1978) – der Drummer in Evans’ letztem Trio

Mit Joe LaBarbera und Marc Johnson ging er im August 1980 auf eine letzte Europatournee; zuvor war im Herbst 1979 The Paris Concert aufgezeichnet worden. Sein Gesundheitszustand hatte sich jedoch derart verschlechtert, dass er oft nur mit großer Mühe auftreten konnte. Letzter Gastgeber auf dem Kontinent war am 15. August der Jazzclub von Bad Hönningen, was in einem Mitschnitt festgehalten wurde. Eine sich anschließende Tournee führte in den Westen der USA; kurz vor seinem sich abzeichnenden Tod trat er vom 31. August bis zum 7. September 1980 im Keystone Korner in San Francisco auf, was er nur mühsam durchhielt (die Aufnahmen erschienen posthum als The Last Waltz und Consecration). Am 9. September kehrte er nach New York zurück, wo ein Engagement im Fat Tuesday’s Club gebucht war. Evans fühlte sich aber äußerst schwach und schaffte nur einen Abend; Andy LaVerne übernahm dann seinen Part. Man brachte Evans in das Mount Sinai Hospital, wo er sogleich das Bewusstsein verlor und am 15. September verstarb.
Evans hatte zeitlebens eine schwache Gesundheit, welche durch seine Drogenprobleme weiter geschwächt wurde. In der Zeit bei Miles Davis war er heroinsüchtig; die Sucht bekam er zwar Anfang der 1970er Jahre in den Griff, nahm aber weiter Kokain und andere Drogen. Er starb schließlich an den kumulierten Folgen seiner Suchtvergangenheit – durchgebrochene Magengeschwüre, Leberzirrhose infolge jahrzehntelanger Hepatitis und Lungenentzündung.
Vier Tage nach seinem Tod fand in der St. Peter’s Church an der Lexington Avenue, der traditionellen Andachtskirche für New Yorks Jazzszene, eine Gedenkfeier statt, an der Musiker wie Richie Beirach, Eddie Gomez, Jim Hall, Barry Harris, Jeremy Steig und Warne Marsh sowie Helen Keane und Nat Hentoff teilnahmen. Lee Konitz intonierte Gordon Jenkins’ Goodbye. Parallel organisierte der in San Francisco lebende frühere Evans-Produzent Orrin Keepnews eine Gedenkveranstaltung in der Great American Music Hall. Helen Keane schrieb in ihrem Nachruf:

“He was a pure, beautiful soul. Even when he was in the worst private torment, he kept on giving beauty to the world right up to the end. That’s how we should remember him.”

„Er war eine reine, schöne Seele. Selbst als er sich in der schlimmsten privaten Qual befand, gab er der Welt bis zum Ende Schönheit. So sollten wir uns an ihn erinnern.“

Seine Grabstätte befindet sich auf dem Roselawn Cemetery in Baton Rouge, Louisiana, USA.

## Werk

### Kompositionen
Auch wenn Evans in erster Linie als Interpret von Standards und als Improvisator anerkannt ist, war er auch als Komponist produktiv und erfolgreich. Einige seiner Stücke gehören heute zu den Klassikern des Jazz, so zum Beispiel Blue In Green, Very Early, Turn Out The Stars, Time Remembered und das seiner Nichte gewidmete Waltz for Debby. Weitere häufig von Evans gespielte Titel waren Letter To Evan (seinem Sohn gewidmet), NYC’s: No Lark (ein Anagramm auf Sonny Clark), One for Helen und Song for Helen (beide seiner Managerin Helen Keane gewidmet), Peace piece, Peri’s scope, Re: Person I Knew, Show Type Tune (alias Tune for a Lyric), A Simple Matter of Conviction, Since We Met, 3/4 Skidoo, die Zwölftonkompositionen Twelve Tone Tune (alias T.T.T.) und Twelve Tone Tune Two (alias T.T.T.T), The Two Lonely People (alias The Man and the Woman) und We Will Meet Again (seinem verstorbenen Bruder Harry gewidmet).

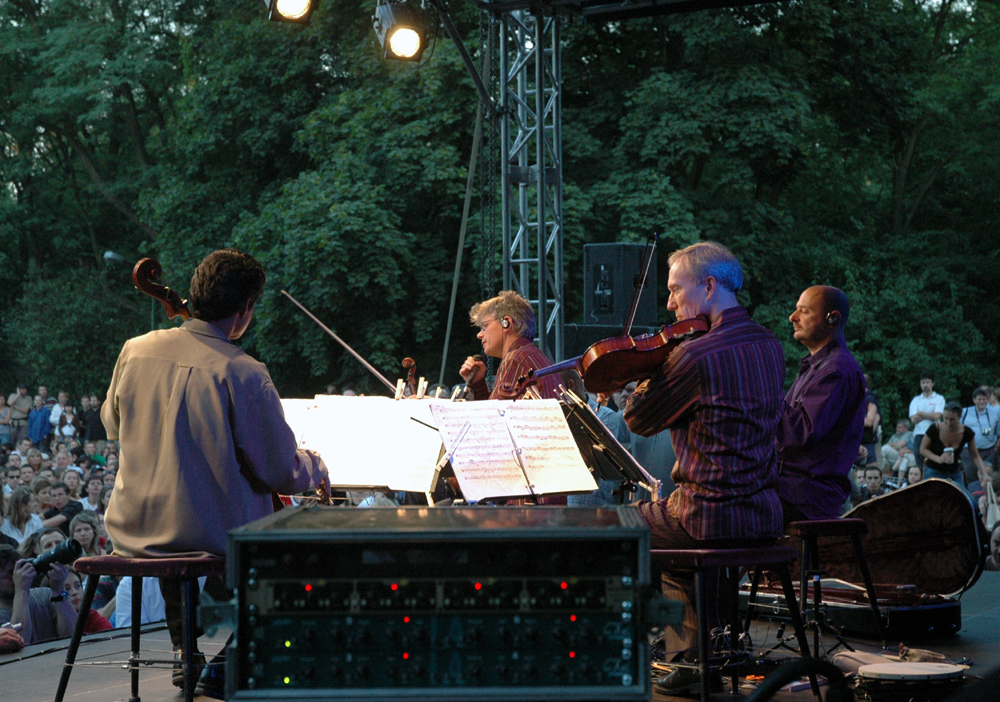
Das Kronos Quartet (hier in Warschau 2006) widmete Evans’ Kompositionen eine Platte

Nach Evans’ Tod nahm eine große Anzahl von Musikern Themenalben mit seinen Stücken auf, so bereits 1980 Gordon Beck (Seven Steps to Evans). 1986 nahm das Kronos Quartet Music of Bill Evans auf, 1990 spielte Paul Motian mit Joe Lovano und Bill Frisell Bill Evans: Tribute to the Great Post-bop Pianist ein. Es folgten Alben von John McLaughlin (Time Remembered: John McLaughlin Plays Bill Evans, 1993), Fred Hersch (Evanessence: Tribute to Bill Evans, 1998), Enrico Pieranunzi (Evans Remembered, 2000), Bud Shank (Bud Shank Plays the Music of Bill Evans, 2004) und Eliane Elias (Something for You: Eliane Elias Sings and Plays Bill Evans, 2008).

### Stil

#### Vorbilder
Evans integrierte Elemente aus verschiedenen Quellen. Mark C. Gridley führt dazu aus: „Seine langen, schnellen, weich konturierten Achtelnoten-Linien erinnern an den Saxophonisten Lee Konitz, der zu seinen frühen Einflüssen zählt. Da Konitz selbst Anregungen des Stils von Lennie Tristano bezog, leitet sich Evans’ Spielhaltung indirekt von Tristano ab. Evans’ Klaviersolos sind auch Elementen des Bop-Pianisten Bud Powell entlehnt. Gelegentlich benutzt Evans auch Blues-Figuren, die von Horace Silver stammen könnten, der in den 1950er Jahren sehr einflussreich war. Des Weiteren entwickelte Evans Ideen für Solo-Improvisationen, die eine Nähe zu Nat Cole offenbaren, der wiederum Bud Powell und Horace Silver beeinflusste. Zusätzlich nennt Evans selbst George Shearing als Vorbild, der ihm die Augen für die Schönheit von Klängen geöffnet hatte.“

#### Arbeitsweise und Entwicklung
Im Interview mit Marian McPartland äußerte sich Evans 1978 zu seinem Arbeitsstil und seiner Entwicklung wie folgt:
Marian McPartland: „Bill, wie hat sich die Entwicklung in deinem Spiel im Laufe der Jahre vollzogen, war sie zufällig oder sorgfältig geplant?“

„Vorausgesetzt, dass ich meine Musik natürlich konzipiere, bleibe ich dennoch meinen Grundsätzen treu – es geht mir jetzt darum, noch weiter und tiefer in das Reich der Töne und Harmonien vorzudringen. Meine linke Hand bekommt dabei eine differenziertere, mehr unterstützende Rolle. Ich arbeite daran, die sogenannten inner voices in der Musik zu verdeutlichen.“

Nach Ansicht von Hanns E. Petrik erwies sich der Pianist „als ein Meister der Gestaltung und Ausfüllung“ der Lieder des Great American Songbooks; „mit viel Geschmack wählte er in der Regel Songs aus, die sich durch originelle Harmoniefolgen oder eine schlicht lyrische Melodieführung auszeichneten und dadurch Raum für eine eigene Auslegung eröffneten“, wie etwa My Foolish Heart, My Romance oder Porgy. Diese Auseinandersetzung mit dem Song-Material bedeutete bei ihm:
- Die „Verwendung persönlich gefärbter Akkord-Voicings“. Ein fünftöniger Akkord mit drei übereinander geschichteten Quarten und einer Terz darüber, wie von Evans im gleichnamigen Titel angewandt, wird in der Literatur, selbst wenn er sich harmonisch deuten lässt, oft So-What-Voicing genannt.[27][28]
- Eine individuelle Rhythmik mit einem unterschwelligen, kaum spürbaren Swing.
- Eine ausgeprägte Dynamik im Sinne stark akzentuierter Verläufe, sowie ein differenzierter Anschlag und der raffinierte Einsatz vieler Stilmittel vom Jazz bis zur Klassik, ermöglichten Evans, einen neuen Jazzstandard zu modellieren.[29]

Evans brachte sein gesamtes pianistisches Können und harmonisches Wissen aus seiner klassischen Pianistenausbildung in die Jazzmusik ein. Damit bereicherte er diese um wesentliche Elemente der klassisch-romantischen Musiktradition. Für sein Klavierspiel sind vor allem die romantische Komplexität, gesangliche Melodieführung, harmonische Vielfalt und rhythmischer Variantenreichtum typisch. Sein pianistischer Anschlag erlaubte ihm die überaus subtile und differenzierte Gestaltung von Themen und Soli.

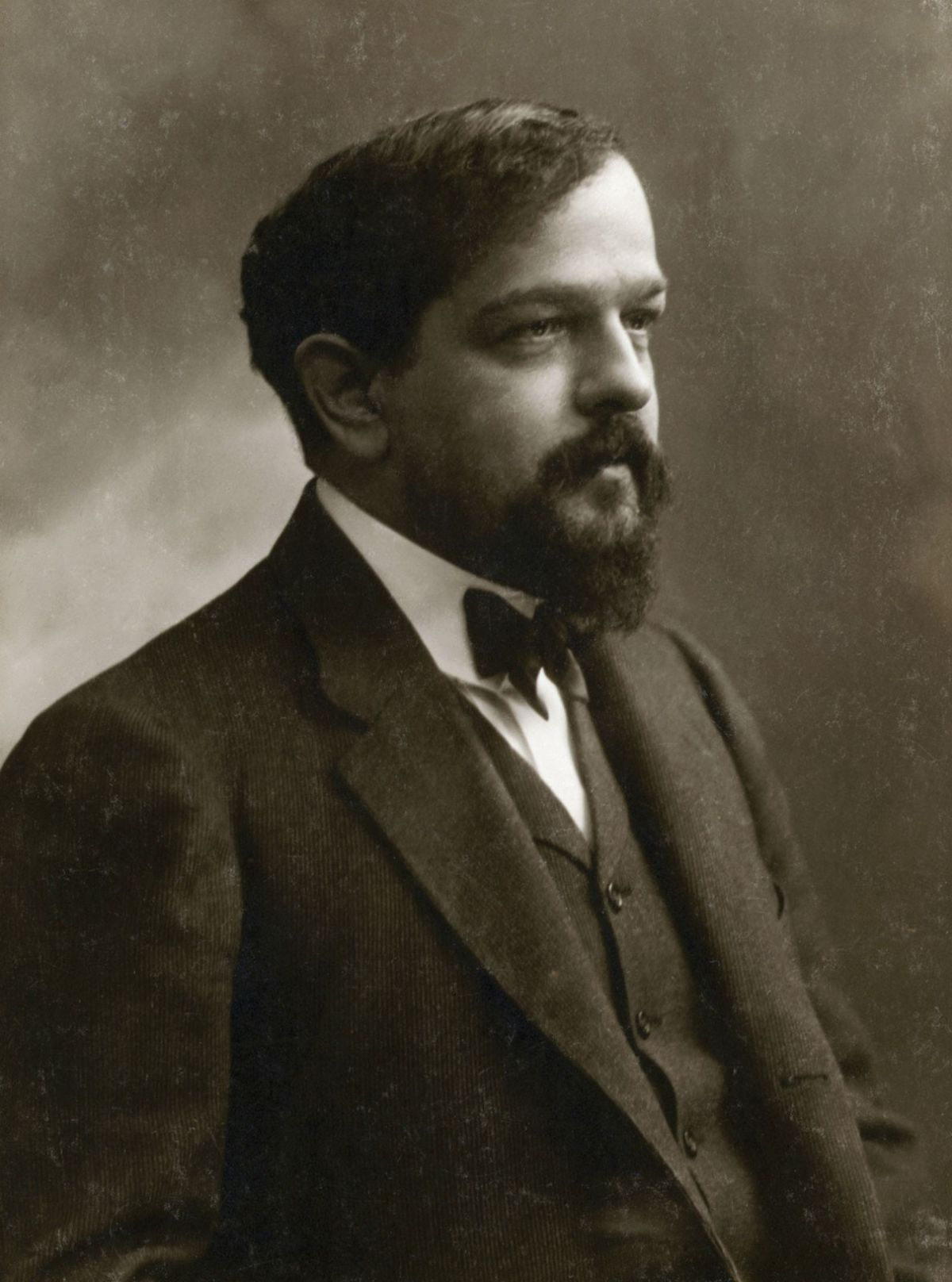
Claude Debussy – einer der wichtigsten Einflüsse Evans’ außerhalb des Jazz (um 1908)

Jiggs Whigham erläuterte die spezifische Akkord-Spielweise folgendermaßen: „Pianistisch hat Evans anders gewirkt als etwa die Musiker der Bud-Powell-Schule. Wenn er Akkorde spielte, hat er sie nicht einfach en bloc angeschlagen, sondern sehr fein differenziert und innerhalb des Akkords einen oder mehrere Töne besonders betont oder verstärkt. Auch die Abfolge seiner Akkorde war geschickt inszeniert: immer wieder andere Voicings im Rahmen einer linearen Spielweise.“
Für seinen Bassisten Chuck Israels liegt Evans’ größter Beitrag im Rahmen der Jazz-Entwicklung „in der kreativen Nutzung traditioneller Techniken“, wie in seinem Legato-Spiel und „dem kunstvoll erarbeiteten, an Chopin angelehnten, linearen Aspekt seiner Harmonik“. Hinzu kommen seine strukturellen Einschübe, die an Rachmaninow, Liszt und Debussy erinnern würden. Seine Phrasierungen und die Rhythmik lägen in einer Tradition begründet, die von Charlie Parker ausgehe, „seine Phrasen begannen und endeten zu immer wechselnden Zeitpunkten, oft sogar die Grenzen zwischen den einzelnen Sektionen des Stückes überschreitend.“

#### Trio-Konzeption
Im Verlauf seiner Karriere als Jazzpianist hat Bill Evans kontinuierlich mit der klassischen Jazz-Trio-Besetzung gearbeitet (Piano, Bass, Drums). Von 1956 bis zu seinem Tod 1980 spielte er mit insgesamt rund 20 verschiedenen Musikern in wechselnden Trio-Besetzungen zusammen:
| 1956      | mit Teddy Kotick (Bass), Paul Motian (Drums)       |
| 1958      | mit Sam Jones (Bass), Philly Joe Jones (Drums)     |
| 1959      | mit Paul Chambers (Bass), Philly Joe Jones (Drums) |
| 1960–1961 | mit Scott LaFaro (Bass), Paul Motian (Drums)       |
| 1962      | mit Chuck Israels (Bass), Paul Motian (Drums)      |
| 1962      | mit Monty Budwig (Bass), Shelly Manne (Drums)      |
| 1963–1965 | mit Chuck Israels (Bass), Larry Bunker (Drums)     |
| 1964      | mit Gary Peacock (Bass), Paul Motian (Drums)       |
| 1966      | mit Chuck Israels (Bass), Arnold Wise (Drums)      |
| 1966      | mit Eddy Gomez (Bass), Shelly Manne (Drums)        |
| 1967      | mit Eddy Gomez (Bass), Philly Joe Jones (Drums)    |
| 1968      | mit Eddy Gomez (Bass), Jack DeJohnette (Drums)     |
| 1968–1974 | mit Eddy Gomez (Bass), Marty Morell (Drums)        |
| 1976–1977 | mit Eddy Gomez (Bass), Eliot Zigmund (Drums)       |
| 1978      | mit Michael Moore (Bass), Philly Joe Jones (Drums) |
| 1979–1980 | mit Marc Johnson (Bass), Joe LaBarbera (Drums)     |

Stilbildend war vor allem die Konzeption des Triospiels mit Scott LaFaro und Paul Motian; aus dieser fruchtbaren Zusammenarbeit gingen eine Reihe bahnbrechender Aufnahmen hervor. Evans führte sein „Klavier-Trio-Konzept zu einer neuen Form der Integriertheit, indem er die starre Rollenverteilung von Solo und Begleitung“ aufhob. Neben seinem ersten Trio wird vor allem seine letzte Formation mit Marc Johnson und Joe LaBarbera (1978–1980) als Höhepunkt dieses „telepathischen Zusammenspiels“ genannt. „Er fand dabei in einem virtuos-dialogischen Stimmenaustausch und im ‚simultanen Improvisieren‘ eine im Kollektiv praktikable Entsprechung zu seinem Personalstil.“ Der Kritiker Joachim-Ernst Berendt schrieb:

„Bill Evans hat die bis in die zwanziger Jahre zurückreichende Gattung des Piano-Trios im Jazz revolutioniert. Vereinfacht gesagt: Bis zum 1959 gegründeten Evans-Trio spielten Piano-Trios im Jazz ‚zweidimensional‘. Einerseits dominierte und führte das Piano, andererseits fiel der Rhythmusgruppe aus Bass und Schlagzeug die Aufgabe zu, das entsprechende Fundament zu schaffen. Im Gegensatz dazu spielte das Bill Evans-Trio als erste Piano-Gruppe im Jazz ‚dreidimensional‘: Jedem Instrument des Trios konnte nun eine Führungsrolle zufallen, was zur Konsequenz hatte, dass Scott LaFaro am Bass keineswegs nur Walking-lines – vier Viertelnoten pro Takt – spielte, sondern auch Lines, die er melodisch und rhythmisch unabhängig von seiner Stützfunktion phrasierte. Im gleichen Maß fand Paul Motian zu einer Spielweise, die das Timekeeping – das Markieren des Beat – erweiterte und dem Schlagzeug zusätzliche melodische Möglichkeiten eröffnete.“

Nach Ansicht von Herbie Hancock eröffnete Evans’ Konzept des Klavier-Trios den Musikern einen gänzlich neuen Weg, vollständig zusammenhängend miteinander zu arbeiten. Bereits das erste gemeinsame Album, Portrait in Jazz von 1959, weist ein neues Bandkonzept vor: Evans, LaFaro und Motian spielen schon während der Vorstellung der Themen, und nicht erst in den Soli, völlig gleichberechtigt neben- und miteinander. Der Kontrabass übernimmt Melodielinien im oberen Register und das Schlagzeug hält diese mit „kommentierenden“ Einwürfen zusammen. Miroslav Vitouš äußerte sich zum Ensemble: „[…] die Kommunikation zwischen den Musikern macht es zu einem der bedeutendsten Ensembles.“ „In der Tat führte das Trio untereinander Gespräche, bei denen die Partner zart, fast seismographisch aufeinander reagierten“, so Michael Naura. Evans erreichte hier eine geradezu „telepathische“ Kommunikation und Intimität zwischen den Musikern. Diese kammermusikalische Dichte wurde von nun an eins seiner Markenzeichen für die kommenden Jahrzehnte. Damit ließ er – ganz anders als er es zuvor erlebt hatte – seine Mitmusiker zur vollen Entfaltung kommen.
Zu seinem Spiel im Trio und anderen Gruppen äußerte sich Evans selbst so:

„Wenn ich mit einer Gruppe spiele, muss ich selbstverständlich Rücksichten nehmen, denn niemand von diesen Musikern kann ahnen, was mir in den Sinn kommt – vielleicht die Tonart zu wechseln oder den Rhythmus zu verändern. Da bedarf es wirklich eines gemeinsamen Bezuges, damit eine musikalische Einheit entsteht. Dabei muss die innere Freiheit keineswegs auf der Strecke bleiben. Es verstärkt sie sogar.“

In seinem Interview mit Marian McPartland 1978 äußerte er dazu:
Marian McPartland: „Im Trio haben alle Mitglieder erstaunlich viele Freiräume – ist das nun die Ausgangsbasis für euer Gruppenspiel?“
Bill Evans: „Ja, ich gebe ihnen diese Freiheit, damit sie mit ihr verantwortungsbewusst umgehen – mit dem Ziel eines optimalen musikalischen Ergebnisses. Es kann nur so funktionieren, denn ich will auf keinen Fall autoritär sein – sie brauchen die eigene Verantwortung.“

### Diskografie (Auswahl)
- New Jazz Conceptions (Riverside, 1956) mit Teddy Kotick, Paul Motian
- Tenderly (Milestone, 1956–1957) mit Don Elliott
- Everybody Digs Bill Evans (1958) mit Sam Jones, Philly Joe Jones
- Kind of Blue (1959) mit Miles Davis, Cannonball Adderley, John Coltrane, Wynton Kelly, Paul Chambers, Jimmy Cobb
- Portrait in Jazz (1959) mit Scott LaFaro, Paul Motian
- Explorations (1961) mit Scott LaFaro, Paul Motian
- Sunday at the Village Vanguard (1961) mit Scott La Faro, Paul Motian (Live)
- Waltz for Debby (1961) mit Scott La Faro, Paul Motian (ebenfalls aus den Sessions im Village Vanguard)
- The Blues and the Abstract Truth mit Oliver Nelson, Eric Dolphy, Freddie Hubbard, Paul Chambers und Roy Haynes
- Undercurrent (United Artists, 1962) mit Jim Hall
- How My Heart Sings (Riverside, 1962) mit Chuck Israels, Paul Motian
- Moon Beams (1962) mit Chuck Israels, Paul Motian
- Interplay (1962) mit Freddie Hubbard, Jim Hall, Percy Heath, Philly Joe Jones
- Empathy (Verve, 1962) mit Shelly Manne, Monty Budwig
- At Shelly’s Manne Hole (1962) mit Chuck Israels, Larry Bunker
- The Solo Sessions, Vol. 1 & 2 (Milestone, 1963)
- Plays the Theme from The V.I.P.s and Other Great Songs (MGM/Verve, 1963)
- Conversations With Myself (Verve, 1963) – Evans begleitet sich im Rahmen von Mehrspuraufnahmen an drei Klavieren selbst
- Trio ’64 (1963) mit Gary Peacock, Paul Motian
- Intermodulation (1966) mit Jim Hall
- At Town Hall (Verve, 1966) mit Chuck Israels und Arnold Wise
- A Simple Matter of Conviction (Verve, 1966) Mit Eddie Gomez und Shelly Manne
- Bill Evans Trio with Symphony Orchestra (Verve, 1966) – arrangiert von Claus Ogerman
- Further Conversations mit Myself (1967) – Bill Evans begleitet sich selbst im Rahmen von Mehrspuraufnahmen an zwei Klavieren
- California Here I Come (Verve, 1967) mit Eddie Gomez und Philly Joe Jones
- Live at Art D’Lugoff’s Top of the Gate mit Eddie Gomez und Marty Morell
- Bill Evans at the Montreux Jazz Festival (1968) mit Eddie Gomez und Jack DeJohnette
- Some Other Time: The Lost Session from the Black Forest (1968, ed. 2016)
- Another Time: The Hilversum Concert (1968, ed. 2017)
- Alone (Verve, 1968)
- Evans in England: Live at Ronnie Scott’s (1969, ed. 2019)
- What’s New (Verve, 1969) mit Eddie Gomez, Marty Morell und Jeremy Steig
- From Left to Right (1970) mit Sam Brown, Eddie Gomez, Marty Morell, Orchester – Evans am akustischen und am Fender-Rhodes-Piano
- Living Time (Columbia, 1972) mit dem George Russell Orchestra
- The Tony Bennett/Bill Evans Album (Fantasy, 1975) mit Tony Bennett
- Alone (Again) (Fantasy, 1975)
- Tony Bennett & Bill Evans Together Again (1976) mit Tony Bennett
- Quintessence (1976) mit Harold Land, Kenny Burrell, Ray Brown, Philly Joe Jones
- You Must Believe in Spring (Warner Brothers, 1977) mit Eddie Gomez, Eliot Zigmund
- New Conversations (1978) – Evans begleitet sich im Rahmen von Mehrspuraufnahmen am Klavier und einem E-Piano selbst
- The Paris Concert I/II (Elektra, 1979) mit Marc Johnson, Joe LaBarbera – Live-Aufnahme des Paris-Konzerts
- Turn Out the Stars (Warner Bros., 1980) mit Marc Johnson, Joe LaBarbera – Live-Aufnahmen von vier Abenden des letzten Engagements des Evans-Trios im Village Vanguard in New York.
- Consecration I & II, The Brilliant (Timeless, 1980) mit Marc Johnson, Joe LaBarbera – Live-Aufnahmen von den neun Abenden des letzten Engagements des Evans-Trios im Keystone Korner in San Francisco
- The Last Waltz (Milestone, 1980) mit Marc Johnson (b), Joe LaBarbera (dr) – Zweiter Teil der Auftritte im Keystone Korner
- Treasures: Solo, Trio and Orchestra Recordings from Denmark (1965–1969) (Elemental Music, 2023)
- The Legendary Trio at Birdland 1960 Revisited (ezz-thetics, 2024)

## Einfluss und Ehrungen
Evans erweiterte die musikalische Ausdruckskraft des traditionellen Jazz und wirkte stilbildend, das heißt: Er beeinflusste eine ganze Generation von Pianisten wie Herbie Hancock, Chick Corea, Brad Mehldau, Richard Beirach, Enrico Pieranunzi, Fred Hersch, Michel Petrucciani, Steve Kuhn, Keith Jarrett und viele weitere.
Er war vielfacher Pollsieger und wurde für die Alben Conversations with Myself (1963), Alone (1967), Live at Montreux Festival (1969) und für The Bill Evans Album (1972) mit dem Grammy ausgezeichnet. 1994 wurde Evans posthum mit dem Grammy Lifetime Achievement Award geehrt.
Posthum widmete ihm der amerikanische Gitarrist Pat Metheny mit den Musikern Lyle Mays und Naná Vasconcelos, ganz im Sinne der Evans’schen Kammermusik, mit dem Stück September fifteenth (seinem Todestag) auf dem ECM-Album As Falls Wichita, so Falls Wichita Falls einen musikalischen Nachruf.
Einige Stücke von Evans übertrug Ralf Jarchow auf die Gitarre.

## Sonstige Anmerkungen
1. ↑  Auf dem Albumcover wird die Komposition insgesamt Davis zugeschrieben.
2. ↑  Das Album erschien 1963 als Undercurrent bei United Artists, später bei Blue Note Records.
3. ↑  Sein Vater Harry L. Evans war im Februar 1966 verstorben. Seinem Andenken widmete er ein Solo beim wenige Tage später stattfindenden Town-Hall-Konzert mit Chuck Israels und Arnold Wise.
4. ↑  Evan Evans (* 13. September 1975 in Bergen County, New Jersey).
5. ↑  Bill Evans in Germany – His last Concert, 1980 (West Wind/WWCD-22022, 1989; CDs zzt. fehlerhaft gepresst)

| Personendaten    | Personendaten                                        |
| ---------------- | ---------------------------------------------------- |
| NAME             | Evans, Bill                                          |
| ALTERNATIVNAMEN  | Evans, William John (vollständiger Name)             |
| KURZBESCHREIBUNG | amerikanischer Jazzpianist, Komponist und Bandleader |
| GEBURTSDATUM     | 16. August 1929                                      |
| GEBURTSORT       | Plainfield, New Jersey, Vereinigte Staaten           |
| STERBEDATUM      | 15. September 1980                                   |
| STERBEORT        | New York, Vereinigte Staaten                         |